# 모리스 긴즈버그

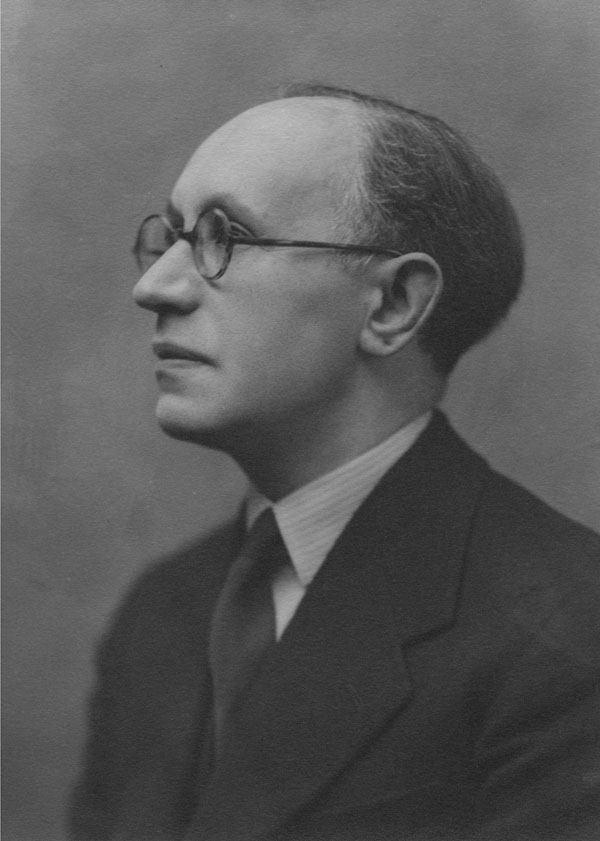

모리스 긴즈버그(Morris Ginsberg, 1889년-1971년)은 영국의 사회학자이다.

## 생애
런던 대학의 사회학 교수를 지낸 적이 있으며, 홉하우스를 계승하여, 그의 사회학은 인간관계에 한정된 국면을 취급하는 특수과학적 사회학(형식사회학)을 부정하고, 사회생활 전체에 해석을 주려고 하는 종합사회학의 입장을 취한다.

## 같이 보기
- 니콜라 말브랑슈